# Rudolf G. Binding
Rudolf George Binding (Basilea, 13 agosto 1867 – Starnberg, 4 agosto 1938) è stato uno scrittore tedesco.

## Biografia
Figlio del celebre giurista Karl Binding, studiò medicina e legge rispettivamente a Lipsia e Berlino, ma infine abbandonò gli studi per dedicarsi all'attività letteraria. Fu un grande amante dei cavalli e delle discipline equestri, spesso oggetto dei suoi scritti. Durante la prima guerra mondiale fu capitano di cavalleria, servendo maggiormente nelle Fiandre e in Galizia. La sua esperienza servì come base del suo lavoro più noto e maggiormente apprezzato dalla critica, l'autobiografico Aus dem Kriege (Dalla guerra).
Fu autore tra i più popolari durante la Repubblica di Weimar e il Terzo Reich. Benché sostanzialmente apolitico, ebbe un rapporto ambiguo col nazismo; da un lato non si iscrisse mai al partito e si dissociò da alcune sue azioni, dall'altro con il pamphlet Antwort eines Deutschen an die Welt si mostrò fervente apologeta della politica nazista rispetto alle critiche che riceveva dall'opinione pubblica internazionale.